# Classe Anaga
Le navi della classe Anaga sono una serie di pattugliatori in servizio presso la marina militare spagnola. Queste unità svolgono funzioni di sorveglianza costiera e della pesca, e di soccorso in mare. Ogni nave prende il nome da un isolotto spagnolo.

## Storia
All'inizio degli anni ottanta del XX secolo, al fine di alleviare i pattugliatori classe Lazaga dai compiti di protezione della pesca, la marina militare spagnola ordinò la costruzione di una serie di 10 unità da 319 tonnellate a pieno carico presso il cantiere navale Empresa Nacional Bazán di San Fernando, Cadice. All'atto dell'entrata in servizio le motovedette vennero assegnate alla FUVIMAR (Fuerza de Vigilancìa Marìtima) conn le sigle da PVZ-21 a PVZ 29, e PVZ 210.

## Tecnica
Le unità della classe Anaga hanno uno scafo costruito in acciaio navale (Martin Siemens), completamente saldato, mentre la sovrastruttura è realizzata in alluminio. L'apparato propulsivo si basa su un motore diesel MTU 16V956 SB90 erogante la potenza di 4500 hp a 1000 giri/minuto. La velocità massima raggiungibile e di 15 kn.
L'autonomia in mare è di dodici giorni alla velocità di 10 nodi, a causa delle limitazioni nello stoccaggio di viveri e carburante.
L'armamento principale si basa su un cannone Mk.22 da 76/50 provenienti da unità ex statunitensi radiate dal servizio attivo, a prora, e un cannone Oerlikon da 20/70 a poppa. La mancanza di una adeguata direzione del tiro rende difficile il buon utilizzo del cannone principale. L'equipaggio è composto da 27 persone: 4 ufficiali, 4 sottufficiali e 19 marinai. Le navi sono attrezzate per consentire loro di eseguire il trasferimenti di carichi leggeri, il rimorchio di altre navi, e il rifornimento verticale con gli elicotteri.

## Impiego operativo
Il 21 settembre 1985 il pattugliatore P-22 Tagomago fu attaccato dalle forze del Fronte Polisario dopo essersi avvicinato a un chilometro e mezzo dalla costa al fine di aiutare l'equipaggio del peschereccio Junquito sequestrato dai saharawi. Durante l'operazione, uno dei marinai rapiti, José Manuel Castro, perse la vita, mentre due membri dell'equipaggio della motovedetta rimasero feriti quando l'unità fu centrata da 5 colpi da 20 mm e da razzo. Il 20 dicembre 2003 il P-22 Tagomago si arenò per un breve periodo Yaiza, Lanzarote venendo rimesso a galla senza subire danni. Il P-27 Izaro partecipò all'incidente dell'isola di Perejil (11-20 luglio 2002) contro le forze marocchine, e successivamente ebbe compiti di sorveglianza sulle attività della nave per esplorazioni subacquee Odissey Explorer.
Prima unità ad essere stata ritirata dal servizio attivo fu la P-29 Deva nel 2004, cui seguirono nel giugno 2010 la P-21 Anaga, la P-23 Marola, la P-24 Mouro e la P-30 Bergantín. Il P-27 Ízaro fu radiato nel dicembre del 2010, mentre il P-25 Grosa lo seguì il 6 giugno 2012.

## Unità
| N°   | Nome      | Varo             | Ingresso in servizio | Disarmo         | Immagine | Note |
| ---- | --------- | ---------------- | -------------------- | --------------- | -------- | ---- |
| P 21 | Anaga     | 14 febbraio 1980 | 14 ottobre 1980      | 11 giugno 2010  |          |      |
| P 22 | Tagomago  | 14 febbraio 1980 | 30 gennaio 1981      |                 |          |      |
| P 23 | Marola    | 11 aprile 1980   | 13 marzo 1981        | 11 giugno 2010  |          |      |
| P 24 | Mouro     | 11 aprile 1980   | 14 luglio 1981       | 11 giugno 2010  |          |      |
| P 25 | Grosa     | 10 dicembre 1980 | 15 settembre 1981    | 6 giugno 2012   |          |      |
| P 26 | Medas     | 10 dicembre 1980 | 16 ottobre 1981      |                 |          |      |
| P 27 | Izaro     | 23 dicembre 1980 | 9 dicembre 1981      | 3 dicembre 2010 |          |      |
| P 28 | Tabarca   | 23 dicembre 1980 | 20 dicembre 1981     |                 |          |      |
| P 29 | Deva      | 24 novembre 1981 | 3 giugno 1982        | 23 luglio 2004  |          |      |
| P 30 | Bergantín | 24 novembre 1981 | 28 luglio 1982       | 11 giugno 2010  |          |      |

### Annotazioni
1. ↑  Invece dei più moderni Oto Melara 76/62 prodotti su licenza dalla Empresa Nacional Bazán installati sulle unità classe Lazaga costruite contemporaneamente.

### Fonti
1. 1 2  Navypedia.
2. ↑  Aviazione & Marina n.175, giugno 1980, p. 31.
3. 1 2 3 4 5 6 7  Armada Defensa.
4. 1 2  (ES) El 'Tagomago' no repelió la agresión por falta de medios, su El país, 25 settembre 1985.
5. ↑  (ES) Una patrullera de la Armada encalla en Lanzarote debido al mal tiempo, su ABC, 21 dicembre 2003. URL consultato il 9 marze 2021.
6. ↑  (ES) Elena Martos, La Armada saca a subasta el patrullero que participó en la vigilancia del Odissey, su La voz digital, 22 settembre 2009.
7. ↑  (ES) E.M., La Armada exhibirá este fin de semana en El Musel los patrulleros Mouro, Bergantín y Marola., su lne.es, La Nueva España (Editorial Prensa Ibérica), 18 giugno 2009. URL consultato il 9 settembre 2009 (archiviato dall'url originale il 28 giugno 2009).
8. ↑  (ES) I.V., El 'Mouro' se despide de Gijón en su última travesía, su elcomerciodigital.com, El Comercio Digital, 21 giugno 2009. URL consultato il 9 settembre 2009.
9. ↑  (ES) Los tres patrulleros del Cantábrico se despiden haciendo escala en los puertos, su eldiariomontanes.es, El Diario Montañés (Grupo Vocento), 16 giugno 2009. URL consultato il 9 settembre 2009.
10. ↑  (ES) M. A. Pérez Jorrín, La baja de los tres patrulleros deja al Cantábrico sin barcos de vigilancia de la Armada, su eldiariomontanes.es, El Diario Montañés, 17 giugno 2009. URL consultato il 9 settembre 2009.
11. ↑  (ES) Servimedia, La Armada jubila dos buques de vigilancia marítima tras casi 30 años de servicio, su elmundo.es, El Mundo, 3 ottobre 2010. URL consultato il 4 ottobre 2010.
12. ↑   El submarino S-72 Siroco causará baja en la Armada a partir del 29 de junio, su Infodefensa.com, 7 maggio 2012.